# جمهورية تركمانستان الاشتراكية السوفيتية

علم تركمانستان الاشتراكية السوفيتية

جمهورية تركمانستان الاشتراكية السوفيتية (بالروسية: Туркменская Советская Социалистическая Республика) (بالتركمانية: Түркменистан Совет Социалистик Республикасы) ، كانت دولة تركمان تابعة للاتحاد السوفيتي من عام 1925 وأنتهت عام 1991م.

## أعلام
- رجبميرات آغاباييف
- نورسهات بازييف
- هان أحمدوف
- عارف ميرزوييف

## وصلات خارجية
- Turkmenia: Man Masters the Desert by Balysh Ovezov.